# 阿拉卡貝桑島
阿拉卡貝桑島是太平洋島國帛琉的島嶼，由科羅爾負責管轄，長3公里、寬1.25公里，面積2.28平方公里，最高點海拔高度110米，島上有該國最大型的醫院。
7°19′N 134°27′E / 7.317°N 134.450°E